# Tourelle Tett
La tourelle Tett est un type de fortification de campagne construit en Grande-Bretagne pendant la crise de l’invasion en 1940-1941. C’était une petite casemate circulaire nommée d'après son inventeur H.L. Tett et fabriquée par une entreprise commerciale privée Burbridge Builders Ltd, du Surrey. Elle comprenait une tourelle pivotante en béton montée sur une butée à billes qui lui permettait d'être tournée facilement. La tourelle était fixée au-dessus d'une fosse. Sur les premiers prototypes, la fosse était formée par une section de tuyau en béton standard de 4 pieds (1,2 m) de diamètre,.
La tourelle était un cône tronqué de 20 pouces (50 cm) de haut en béton armé, et pesait 660 kg avec une unique embrasure et plusieurs judas.
Cette conception présentait un certain nombre d'avantages. En comparaison avec une casemate classique, elle utilisait relativement peu de béton et d'acier, elle était facile à dissimuler et pouvait être en grande partie préfabriquée et rapidement installée. Grâce à la tourelle rotative, les soldats à l’intérieur pouvaient faire feu dans toutes les directions, alors que dans une casemate classique ils ne pouvaient tirer qu’à partir d'une ou deux embrasures. En outre, elle était relativement bon marché coutant seulement 18 £ pour l'ensemble de la tourelle [équivalent à 730 £ en 2012

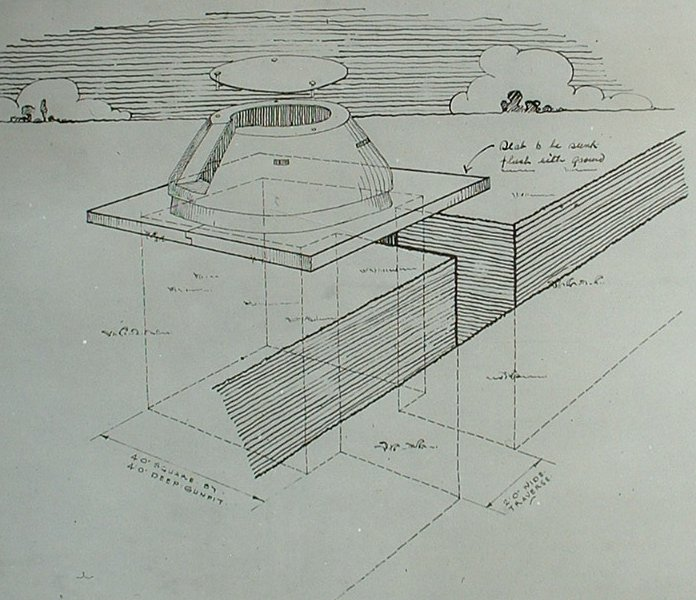
Tourelle Tett accessible via une tranchée

Cependant, le War Office jugeait la tourelle Tett trop étroite et pas à l’épreuve des balles d’un feu nourri, son caractère isolé ne permettait pas un contrôle et un commandement adéquats, la partie supérieure ouverte était de plus vulnérable à une grenade bien lancée. La caractéristique la plus frappante était que la seule façon de sortir étaient par le haut - il n'y avait aucun moyen de s'échapper sans être exposé aux tirs ennemis. Burbridge retourna à la planche à dessin et revint avec une nouvelle version qui au lieu d'être positionnée au-dessus d'un tuyau fut placé sur une dalle de béton au-dessus d'une chambre souterraine constituée de briques ou de béton. Cette nouvelle conception permettait l’accès par une tranchée située à l'arrière. La brochure de l'entreprise montre un siège en bois suspendue à la tourelle par une armature métallique.
Burbridge a également proposé que la tourelle puisse être montée sur des véhicules blindés improvisés tels que les camions blindés en béton Armadillo (en) (le tatou) et le Bison.
Malgré l'enthousiasme initial de ceux qui avaient vu la conception, Burbridge eut des difficultés pour obtenir des commandes substantielles de tourelles et, par conséquent, à cause des pénuries et des restrictions dues à la guerre, ne put obtenir même les modestes quantités d'acier et de béton nécessaire à la fabrication de plusieurs tourelles. En novembre 1940, ils reçurent une commande pour seulement quatre tourelles et même celles-ci ne purent pas être livrées avant février 1941. Finalement, la société a fabriqué 100 tourelles, mais en a seulement vendus 31. Seuls six sites sont enregistrés dans la base de données Defence of Britain.
Aujourd'hui, les exemplaires subsistants sont très rares,,. Deux tourelles Tett peuvent facilement être vu à l’ancienne base de la RAF d’Hornchurch qui est maintenant l’Hornchurch Country Park (en). Ces tourelles Tett répertoriées ont été soigneusement examinés pour la série de la BBC Two Men in a Trench (en) (Deux hommes dans une tranchée). Pendant le tournage, trois tourelles non comptabilisés précédemment ont été découvertes dans les sous bois.(Pollard et Oliver 2003)